# 淮州 (554年)
淮州，中国南北朝时设置的州。
西魏恭帝元年（554年），改东荆州置，治所在比阳县（今河南省泌阳县）。隋朝開皇五年（585年）改名顯州。貞觀九年（635年）改顯州置唐州。